# Galerie nationale d'Australie
La Galerie nationale d'Australie (National Gallery of Australia) est le principal musée de Canberra. Il abrite plus de 120 000 œuvres d'art. Il a été fondé en 1967 par le gouvernement australien au titre de musée national.

## Origine

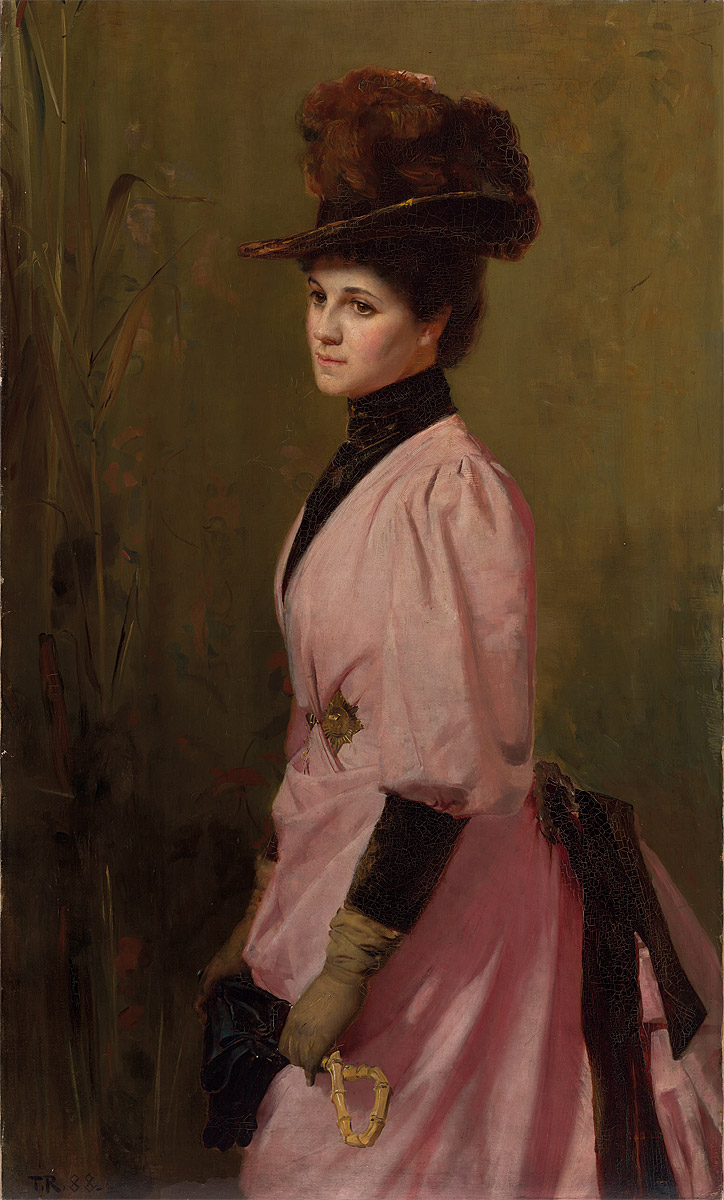
Tom Roberts : The Australian Native (1888)

Tom Roberts, un célèbre peintre australien, avait fait pression sur divers premiers ministres australiens en commençant par le premier d'entre eux, Edmund Barton. Andrew Fisher accepta l'idée de la création d'un musée en 1910 et le parlement créa une commission bipartiste de six leaders politiques, l’Historic Memorials Committee en 1911. Ce comité décida que le gouvernement devrait se procurer auprès de peintres australiens les portraits des gouverneurs-généraux australiens, des chefs de parti du parlement et des principaux pères de la fédération d'Australie. Ce qui conduisit à la création de ce qui devait devenir le Commonwealth Art Advisory Board (CAAB), qui fut responsable des achats jusqu'en 1973. en même temps le Parliamentary Library Committee collectionna aussi des peintures pour le futur musée notamment des paysages comme l'Allegro con brio, Bourke St West de Tom Roberts en 1918. Avant l'ouverture du musée, ces peintures furent réparties entre le Parlement et différents organismes gouvernementaux comme les ambassades et des musées de l'État.
Dès 1912, la construction d'un immeuble pour abriter cette collection d'œuvres d'art fut la principale préoccupation du CAAB. Mais les deux guerres mondiales et la Grande Dépression firent que les différents gouvernements eurent d'autres priorités comme la construction des infrastructures de la ville et du premier parlement dans les années 1920 puis les différents ministères, le lac Burley Griffin et la bibliothèque nationale australienne dans les années 1950 et au début des années 1960. En 1965 le CAAB réussit à persuader le premier ministre Robert Menzies d'accepter de faire les premières démarches pour faire construire le bâtiment Le 1er novembre 1967, le premier ministre Harold Holt annonça officiellement la construction du musée par l'État.

### Emplacement
La conception de l'immeuble fut entravée par la nécessité de lui trouver un emplacement dans l'enceinte du triangle parlementaire de Canberra. Le principal problème à résoudre était l'emplacement du siège du nouveau parlement. En 1912, dans les projets initiaux de la ville faits par Griffin, le parlement devait être construit sur Camp Hill, entre Capital Hill et le vieux parlement et une sorte de Capitole devait être construit au sommet de Capital Hill. Ce capitole devait servir soit de bâtiment administratif pour les grandes réceptions et cérémonies soit de bâtiment pour conserver les archives et les souvenirs des grandes réalisations australiennes. Au début des années 1960, la National Capital Development Commission (NCDC) proposa, en accord avec les plans de 1958 et 1964 de William Graham Holford pour le triangle parlementaire que le nouveau parlement serait construit au bord du lac Burley Griffin, avec une vaste Place Nationale située sur son côté sud, place fermée sur ses autres côtés par des immeubles. Le musée serait construit sur Capital Hill avec les autres institutions culturelles nationales.
En 1968, Colin Madigan de la société « Edwards Madigan Torzillo and Partners » remporta le concours pour la conception du bâtiment bien qu'aucun plan ne puisse en être fait faute de savoir l'emplacement de l'immeuble. Le premier ministre John Gorton expliqua que la compétition n'avait pas pour but le projet de construction de l'immeuble mais plutôt de trouver un architecte entreprenant et imaginatif qui pourrait être choisi pour proposer les plans du musée.
En 1968 aussi, Gorton proposa au Parlement d'approuver le site d'Holford au bord du lac pour la construction du nouveau parlement mais les parlementaires refusèrent et l'on étudia alors son implantation sur Camp Hill et Capital Hill. Il résulta de cette décision que le musée ne pourrait être construit sur Capital Hill. En 1971, le gouvernement choisit un emplacement de 17 hectares sur le côté est de la future « place Nationale » pour cette construction. Madigan fut chargé de la conception du musée, du bâtiment devant accueillir la Haute-Cour et de leur environnement jusqu'à la place nationale. De l'autre côté de la place serait construite la bibliothèque nationale.

### Construction
Le bâtiment que devait construire Madigan reposait sur un avant projet préparé par la National Capital Development Commission (NCDC) avec l'aide de James Johnson Sweeney et de Mollison. Sweeney (1900-1986) avait été directeur du musée Solomon R. Guggenheim entre 1952 et 1960, directeur du musée des beaux-arts de Houston et il avait été choisi comme conseiller pour la disposition et le stockage des œuvres d'art dans le nouveau musée. Mollison déclara en 1989 : « La taille et la forme du bâtiment ont été choisies par Colin Madigan, J.J. Sweeney et la NCDC. Je n'ai pu changer en rien l'apparence interne ou externe du bâtiment... Il est très difficile dans ces conditions de mettre plus en valeur l'œuvre d'art elle-même que l'espace dans lequel elle se trouve ». La construction du musée commença en 1973 avec la pose de la première pierre par le premier ministre Gough Whitlam et il fut officiellement inauguré par la reine Élisabeth II en 1982, alors que Malcolm Fraser était premier ministre. Le bâtiment coûta 82 millions de dollar australien.

### Choix d'un directeur pour le musée
Le CAAB proposa que Laurie Thomas, un ancien directeur de la galerie d'art d'Australie-Occidentale et de la galerie du Queensland soit nommé directeur du musée mais le premier ministre John Gorton ne tint pas compte de cet avis car apparemment il souhaitait la nomination de Sweeney, bien que celui-ci ait près de 70 ans à l'époque.
James Mollison était devenu directeur exécutif du CAAB sous la responsabilité du premier ministre fédéral en 1969. L'impossibilité pour le gouvernement de nommer un directeur du musée imposa que Mollisson s'engage dans la construction de l'immeuble en association avec les architectes de Colin Madigan. En novembre 1970, le CAAB décida que Mollison devait être nommé directeur adjoint chargé du développement. En mai 1971, après la chute du gouvernement Gorton, le nouveau gouvernement approuva les plans de Madigan pour la construction de l'immeuble. Le nouveau premier ministre, William McMahon annonça la nomination de Mollison comme directeur exécutif du musée en octobre 1971. Les appels d'offres pour la construction furent lancés en novembre 1972, juste avant la chute du gouvernement aux élections de décembre 1972.

### Le bâtiment

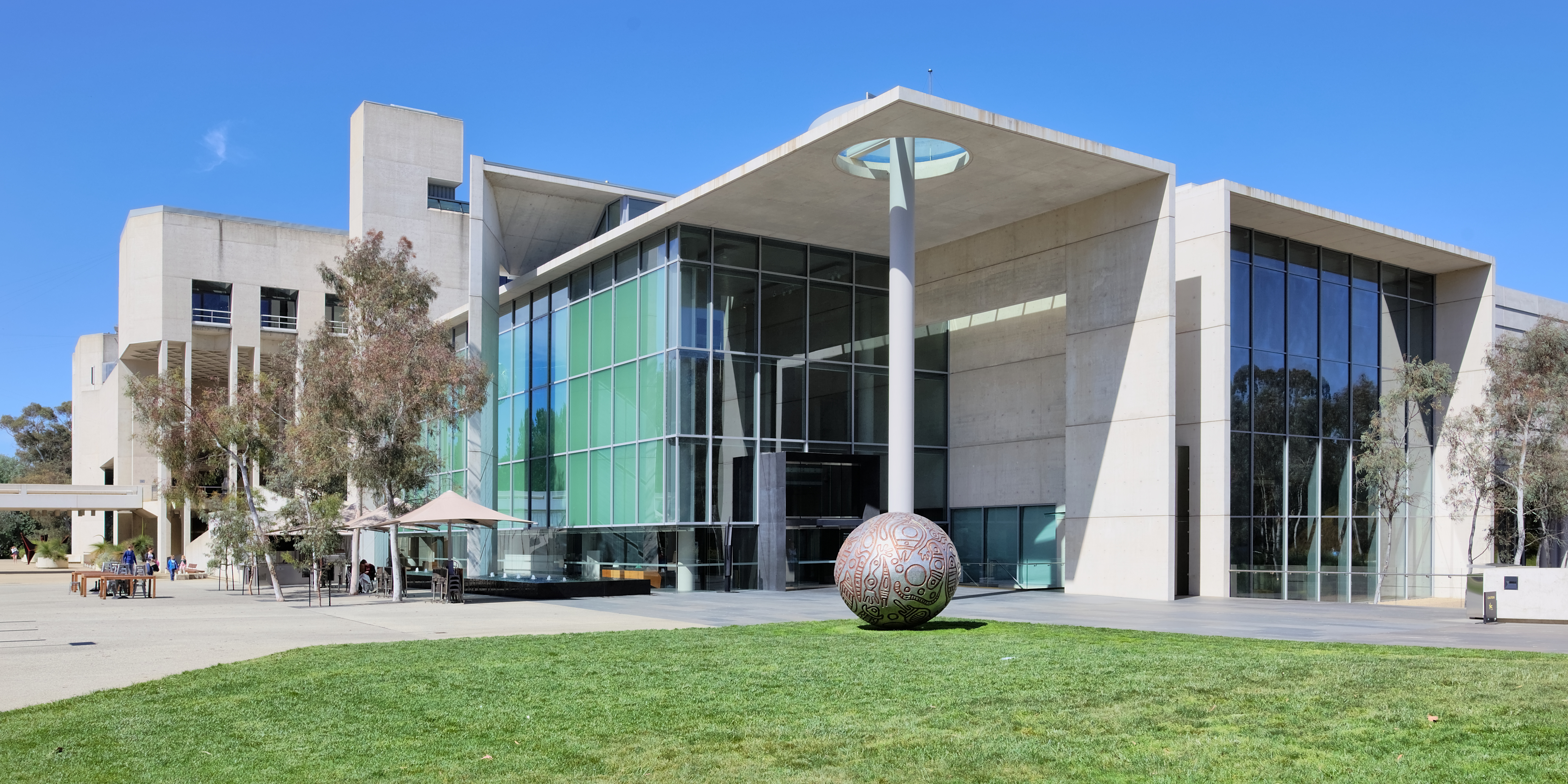
Le bâtiment vu du sud-ouest. Novembre 2016.

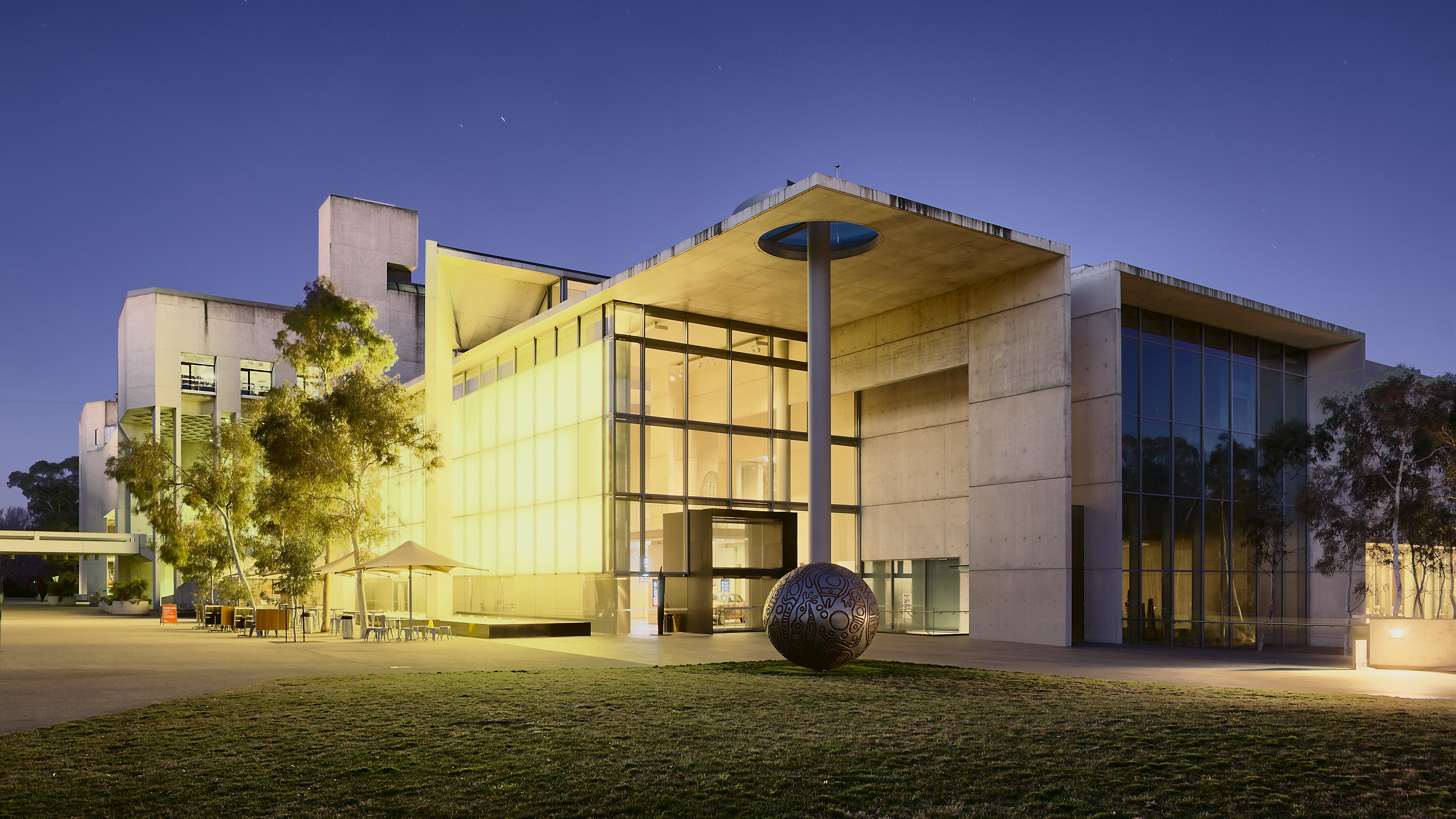
Avec un autre éclairage. Août 2017.

Le bâtiment est réalisé selon le style brutaliste de la fin du XXe siècle. Il se caractérise par des masses anguleuses et des surfaces en béton brut et est entouré de jardins où poussent des plantes et des arbres originaires d'Australie et est parsemé de sculptures. Récemment les murs intérieurs ont été recouverts de bois peints pour permettre d'augmenter la flexibilité de la disposition des œuvres d'art.
La principale figure géométrique du bâtiment est le triangle ce qui est le plus visible pour le visiteur dans les caissons du plafond de l'étage principal mais que l'on retrouve dans tout le bâtiment que ce soit dans les cages d'escalier, les piliers et différents autres éléments.
Le bâtiment a une surface de planchers de 23 000 m2 qui servent tant à l'exposition et à l'entreposage des œuvres d'art qu'à l'accueil des employés et de la direction du musée. Suivant l'idée de Sweeney, les galeries sont disposées en spirale avec des coupures qui permettent d'afficher des œuvres de tailles différentes et de pouvoir varier la façon dont les œuvres sont exposées.
Il y a trois niveaux d'exposition. Au rez-de-chaussée, les salles sont grandes et sont utilisées pour exposer les collections aborigènes et internationales (essentiellement européennes et américaines). Le premier étage contient aussi de grandes salles qui devaient servir à accueillir les sculptures mais qui accueillent aujourd'hui les œuvres d'art asiatiques. Le dernier étage abrite une série de salles plus petites, plus intimes où l'on trouve les œuvres d'art australien contemporain. Sweeney avait conseillé que les sources de lumière naturelle ne viennent pas nuire aux œuvres d'art et par conséquent tout l'éclairage des salles d'exposition se fait de façon indirecte.

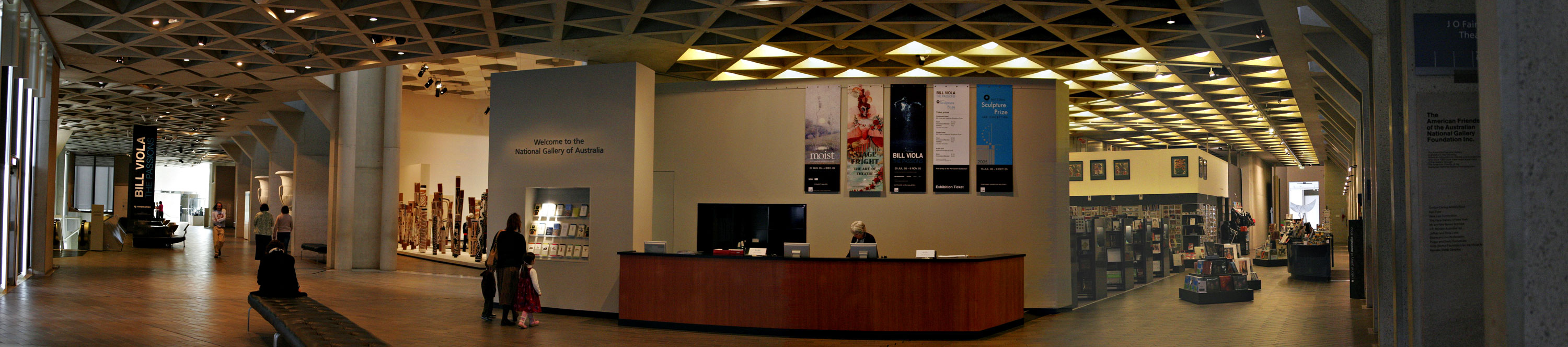
Le hall d'entrée de la Galerie nationale d'Australie

## Principales collections

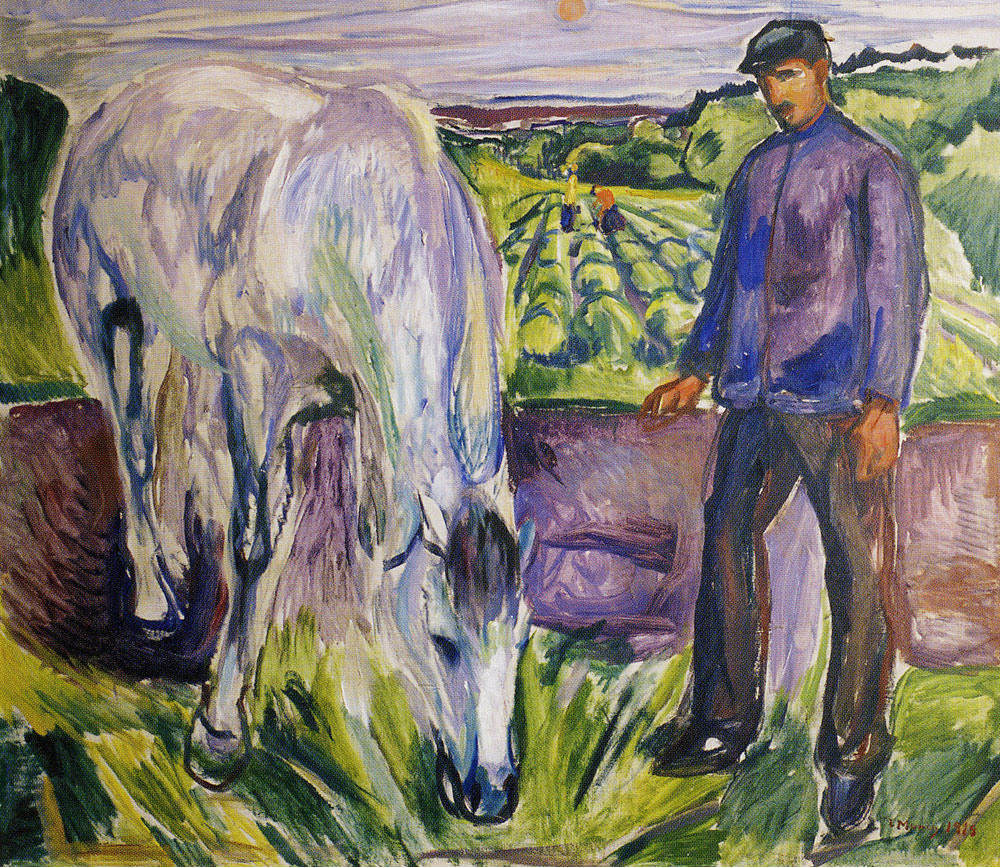
Homme au cheval, par Edvard Munch (1918).

Les collections du musée sont axées sur :
- l'art australien
  - l'art des Aborigènes d'Australie et des Indigènes du détroit de Torrès (œuvres récentes mais de facture traditionnelle)
  - l'art des traditions européennes (depuis les premiers colons jusqu'à aujourd'hui)
- l'art occidental (depuis le Moyen Âge jusqu'au monde moderne mais surtout contemporain)
- l'art oriental (art du Sud et de l'Est de l'Asie mais surtout art traditionnel)
- l'art moderne (international)
- les photographies (internationales et australiennes)]
- l'artisanat (assiettes aux vêtements, international)
- la sculpture (de Rodin à la sculpture moderne)
- Les expositions itinérantes.

### Art des aborigènes australiens et des habitants du détroit de Torrès
- Daisy Jugadai Napaltjarri
- Mitjili Napurrula.
- Gabriella Possum Nungurrayi

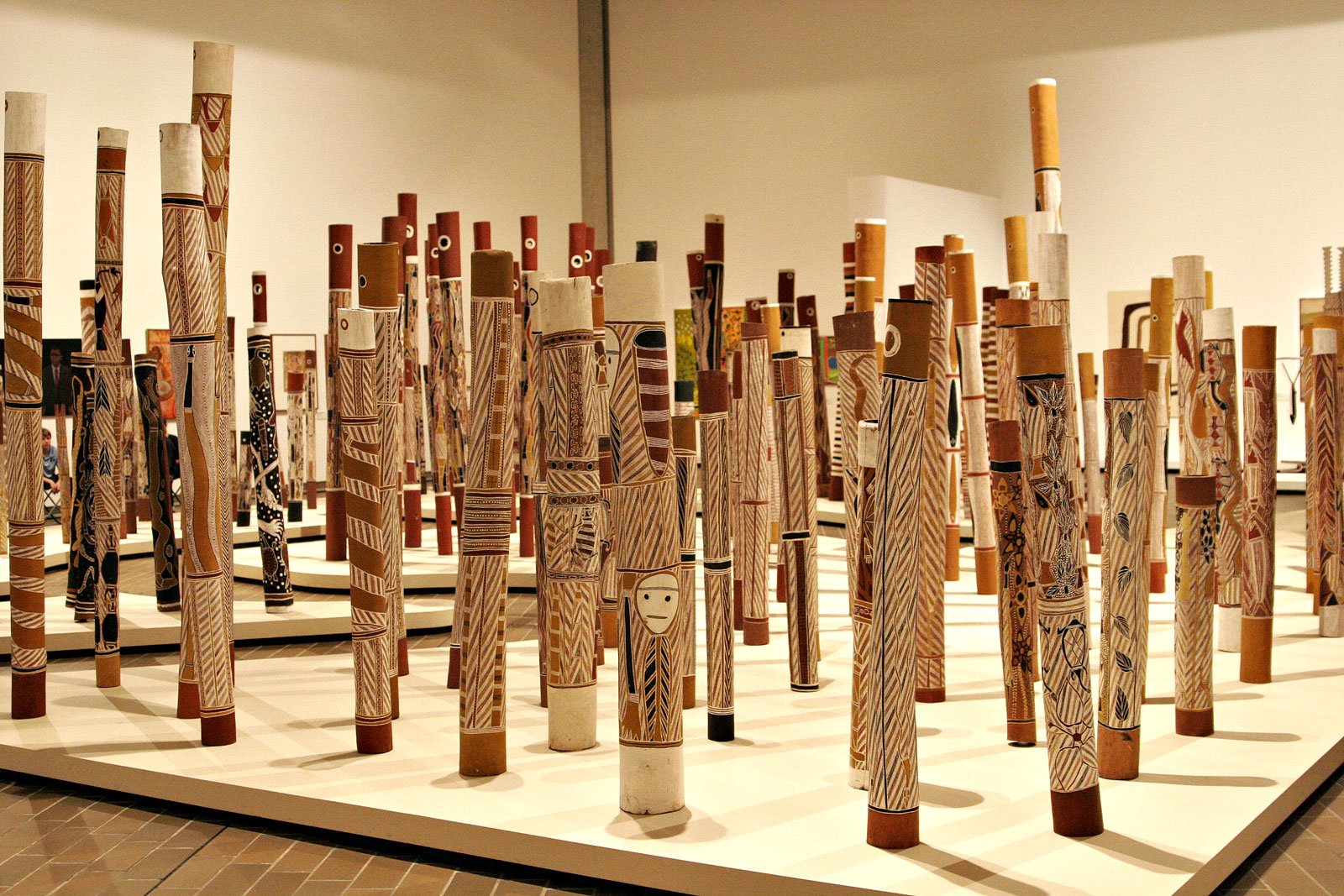
Artistes de Ramingining : le mémorial aborigène

L'art aborigène est notamment illustré par l’œuvre contemporaine du "Mémorial aborigène" érigée, en 1988, par 43 artistes aborigènes commémorant, du point de vue du peuple aborigène, le bicentenaire de la colonisation britannique en terre d'Australie.